# Ainsley Harriott
Ainsley Denzil Dubriel Harriott (* 28. února 1957 Londýn) je anglický šéfkuchař a televizní moderátor.
Je synem hudebníka Chestera Harriotta, narozeného na Jamajce. Je absolventem Westminster Kingsway College. Vedle práce kuchaře v londýnské restauraci Verry’s byl také členem pěveckého dua Calypso Twins a od roku 1988 vystupoval v televizní show Hale and Pace. Účinkoval v epizodě Polymorf II - Emocuc seriálu Červený trpaslík a v pořadech Kdo myslíš, že jsi? a Strictly Come Dancing.
Uváděl na stanici BBC pořady o vaření Ainsleyho labužnický expres, Hrnečku, vař: Ainsleyho kuchařský cestopis a Tisíc chutí ulice a vydal šestnáct kuchařských knih, kterých se po světě prodaly přes dva miliony výtisků.
V roce 2020 mu byl udělen Řád britského impéria.